# آنهباولوت
آنهباولوت (به فرانسوی: Annebault) یک کمون در فرانسه است که در کالوادوس واقع شده‌است. آنهباولوت ۵٫۵۴ کیلومتر مربع مساحت دارد ۱۴۱ متر بالاتر از سطح دریا واقع شده‌است.